# Expedição francesa ao Annapurna

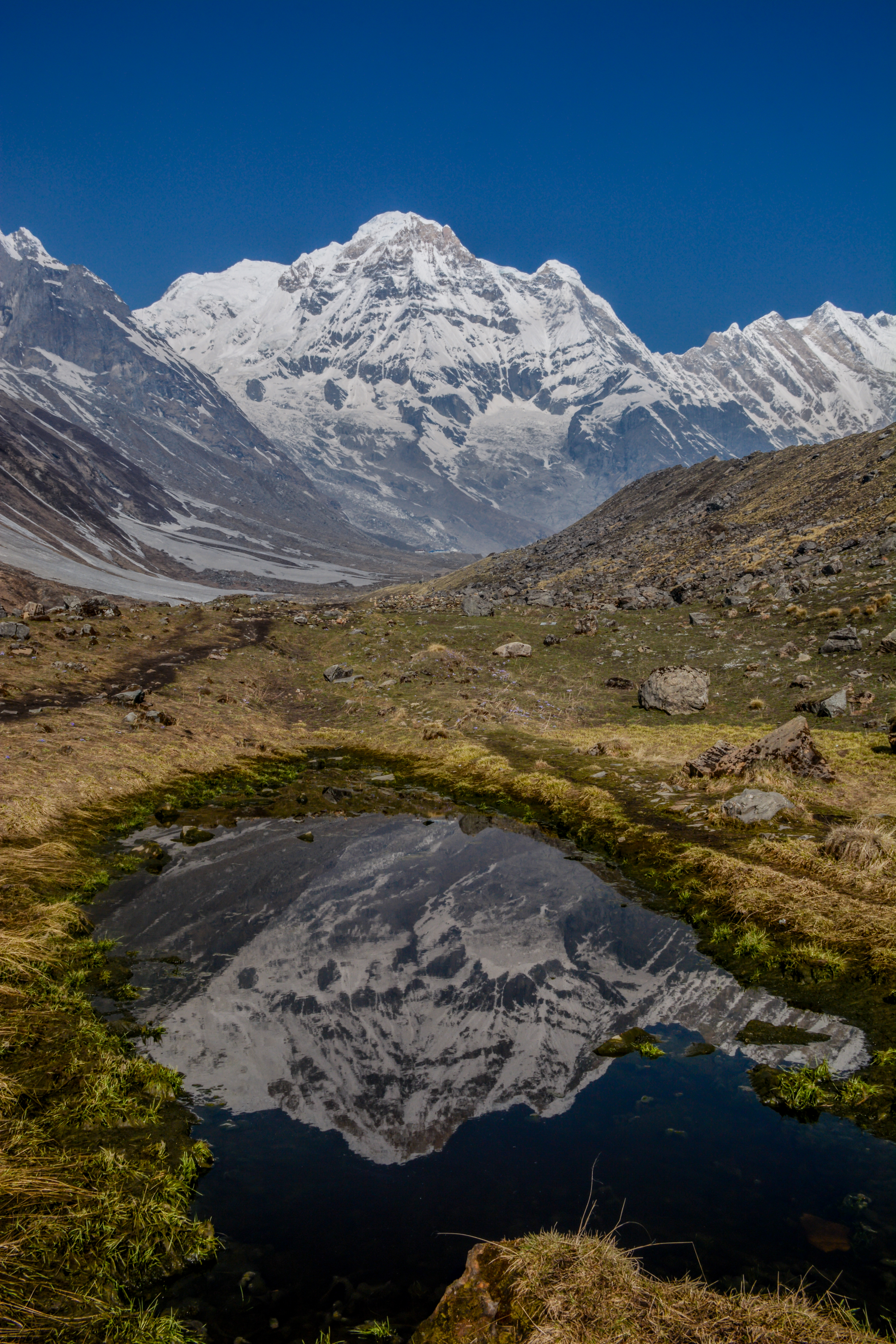
Vista da Montanha Annapurna no caminho para o Acampamento Base de Annapurna.

A expedição francesa ao Annapurna que teve lugar em 1950, foi conduzida por Maurice Herzog com Louis Lachenal como segundo, e com Gaston Rébuffat, Lionel Terray, Marcel Ichac (cineasta), Jean Couzy, Marcel Schatz, Jacques Oudot (médico), Francis de Noyelle (diplomata) e Adjiba (xerpa), tinha por finalidade realizar a primeira ascensão de um cume de mais de 8 000 m. 

## Distinções
Toda a expedição francesa ao Annapurna recebe em conjunto o Prix Guy Wildenstein.

## Controvérsia
Só Maurice Herzog e Louis Lachenal atingem o cume do Annapurna. No entanto este feito é posto em dúvida por diferentes pessoas próximas de Maurice Herzog, e não só alpinistas mas mesmo pela própria filha que levanta a hipótese de uma mentira e de uma manipulação dos meios de comunicação.
Em 1996 Jean Claude Lachenal, o filho de Louis, vai falar com o editor Michel Guérin que em 1955 havia publicado os Carnets du vertige segundo as notas escritas pelo seu pai durante a expedição, mas revistas pelo irmão de Maurice Herzog, Gérard Herzog, e mostra  manuscritos inéditos do seu pai que descrevem uma outra versão da ascensão. Les Carnets du vertige são então enriquecidos e reeditados.

## Divulgação
A expedição foi popularizada na França por:
- a primeira página de Paris Match;
- o filme Victoire sur l'Annapurna de Marcel Ichac;
- o livro Annapurna premier 8 000 de Maurice Herzog no qual ele descreve esse feito.

Posteriormente este livro de M Herzog foi posto em dúvida pelo:
- jornal de Louis Lachenal;
- livro Un héros, le livre de Félicité Herzog escrito pela filha de Herzog.

## Filmes
- Marcel Ichac, Victoire sur l'Annapurna, 1953
- Bernard Georges et Bruno Gallet, Annapurna, histoire d'une légende, 1999